# Baron Macpherson of Drumochter
Baron Macpherson of Drumochter, of Great Warley in the County of Essex, ist ein erblicher britischer Adelstitel in der Peerage of the United Kingdom.
Der Titel wurde am 30. Januar 1951 dem schottischen Unternehmer und Unterhausabgeordneten der Labour Party Thomas Macpherson verliehen.
Heutiger Titelinhaber ist seit 2008 dessen Enkel als 3. Baron.

## Liste der Barone Macpherson of Drumochter (1951)
- Thomas Macpherson, 1. Baron Macpherson of Drumochter (1888–1965)
- Gordon Macpherson, 2. Baron Macpherson of Drumochter (1924–2008)
- James Macpherson, 3. Baron Macpherson of Drumochter (* 1979)

Titelerbe (Heir apparent) ist der Sohn des aktuellen Titelinhabers, Hon. Daniel Macpherson (* 2013).